# Шохін Андрій Павлович
Андрій Павлович Шохін (24 серпня 1901, село Большиє Вішенкі Нижньгородського повіту Нижньогородської губернії, тепер у складі міста Кстово Нижньогородської області, Російська Федерація — розстріляний 15 березня 1938, місто Москва, Російська Федерація) — радянський комсомольський і партійний діяч, секретар ЦК РКСМ, член ВЦВК. Член Бюро ЦК РКСМ з 28 вересня 1921 по жовтень 1922 року. Член Комісії партійного контролю при ЦК ВКП(б) у 1934—1937 роках.

## Життєпис
Народився в селянській родині. У 1917 році закінчив початкове училище в Нижньому Новгороді. З 1917 по 1918 рік навчався в Нижньогородському середньому механіко-технічному училищі, закінчив перший курс.
Був одним із організаторів в Нижньому Новгороді Комуністичної спілки учнів. У 1918 році вступив до комсомолу (РКСМ).
У липні — жовтні 1918 року — конторник-діловод Управління націоналізованого флоту Нижньогородського пароплавства.
У жовтні 1918 — лютому 1919 року — член організаційного комітету Нижньогородського окружного комітету РКСМ. У лютому 1919 — грудні 1920 року — член президії Нижньогородського губернського комітету РКСМ.
Член РКП(б) з травня 1919 року.
З серпня 1919 по 1920 рік — у Червоній армії: рядовий комсомольського загону на Південному фронті, помічник начальника політичного відділу дивізії РСЧА. Учасник громадянської війни в Росії.
У березні — грудні 1920 року — відповідальний секретар Нижньогородського губернського комітету РКСМ.
У січні — червні 1921 року — завідувач відділу політичної просвіти Донецького губернського комітету комсомолу (КСМУ) в місті Бахмуті.
У червні — вересні 1921 року — завідувач відділу соціалістичної освіти ЦК КСМУ в місті Харкові, член Бюро ЦК КСМ України.
28 вересня 1921 — 4 квітня 1922 року — секретар ЦК РКСМ.
Одночасно, з 23 грудня 1921 року — завідувач відділу соціалістичної освіти (шкіл) ЦК РКСМ. У 1921—1924 роках — представник ЦК РКСМ в Народному комісаріаті освіти РРФСР. 4 квітня — жовтень 1922 року — завідувач економічно-правового відділу ЦК РКСМ.
У грудні 1923 року в числі восьми лідерів комсомолу підписав лист на підтримку Троцького, який перебував в опозиції. У першій половині 1920-х років Шохін брав участь у створенні системи передпрофільної і профільної освіти робітничої і селянської молоді.
У вересні 1924 — квітні 1929 року — слухач історичного відділення Інституту червоної професури, одночасно проректор, керівник кафедри юнацького руху Вищого індустріального педагогічного інституту імені Карла Лібкнехта в Москві.
У квітні — грудні 1929 року — завідувач відділу культури редакції газети «Правда».
У грудні 1929 — січні 1933 року — член колегії, начальник шкільного управління Народного комісаріату освіти РРФСР. Одночасно в 1931—1932 роках — редактор журналу «За політехнічну школу».
У січні 1933 — березні 1934 року — завідувач сектора підготовки кадрів для сільського господарства сільськогосподарського відділу ЦК ВКП(б).
У березні — жовтні 1934 року — член групи по Народному комісаріаті землеробства СРСР Комісії партійного контролю при ЦК ВКП(б).
У жовтні 1934 — 20 жовтня 1937 року — керівник групи освіти і охорони здоров'я (культурно-побутової групи) Комісії партійного контролю при ЦК ВКП(б).
9 листопада 1937 року заарештований органами НКВС. Засуджений Воєнною колегією Верховного суду СРСР 15 березня 1938 року до страти, розстріляний того ж дня. Похований на полігоні «Комунарка» біля Москви.
11 квітня 1956 року реабілітований, 4 квітня 1956 року посмертно відновлений у партії.